# Råby
Råby – miejscowość (tätort) w Szwecji, w regionie administracyjnym (län) Uppsala, w gminie Håbo.
Według danych Szwedzkiego Urzędu Statystycznego liczba ludności wyniosła: 924 (31 grudnia 2015), 984 (31 grudnia 2018) i 975 (31 grudnia 2019).